# Свети Спас (Добри дол)
„Свето Възнесение Господне/Христово“ или „Свети Спас“ (на македонска литературна норма: „Свето Вознесение Христово“, „Свети Спас“) е късносредновековна православна църква в скопското село Добри дол, Северна Македония. Част е от Скопската епархия на Македонската православна църква – Охридска архиепископия.
Малката гробищна църква е изградена и изписана в 1576 година според ктиторския надпис над правите светци на южната стена. Църквата е еднокорабна сграда с правоъгълна основа, со полукръгла апсида отвън и отвътре и засводена с полукръгъл свод. В храма се влиза през южната стена на новодоградения притвор.
Живописта е дело на двама художници. Единият е по-талантлив и негово дело са правите фигури в първата зона, образите на совда, фигурата на Исус Христос и в нишата над входа в църквата. Художникът има тънко чувство за колорит и прецизен рисунък, фигурите му са тънки, издължени, с хармонични пропорции и хубави пози. Лицата са с охра, осветляванията с бяла боя. Употребява дискретни пастелни цветове и отделя внимание на декоративните орнаменти. Смята се, че този художник е част от групата изписала „Свети Никола“ в Шишево, поради присъствието на античната пророчица Сибила Еритрейска. Според Маргарита Куюмджиева стенописите са дело на майстор от школата на Йоан Теодоров.